# Hedegaard (dj)
|  | Flytteforslag Denne side er foreslået flyttet til HEDEGAARD. Klik her for at se flytteforslaget. |

 For alternative betydninger, se Hedegaard. (Se også artikler, som begynder med Hedegaard)
Hedegaard (født Rasmus Hedegård Sørensen, 25. juli 1988 i Randers), er en dansk DJ og musikproducer. Hans remix af Snoop Dogg og Dr. Dre's sang "The Next Episode" gjorde Hedegaard til et velkendt navn i det meste af Europa. Remixet er set mere end 100 millioner gange på YouTube.
Hedegaard startede sin karriere med at remixe tracks til natklubber og uploade dem til YouTube. Et af hans første remix af Selvmord - OK er et resultat af, at han på dette tidspunkt delte studie med L.O.C og Suspekt. Remixet opnåede bred popularitet og blev spillet på danske radiostationer og natklubber.
I flere år har Hedegaard remixet danske kunstnere, herunder L.O.C, Selvmord, Kato, Lukas Graham, Christopher, Medina, Kesi og Suspekt. Af nyere remix er blandt andre "Astrid S - Breathe (Hedegaard Remix)", "Seniabo Say - Hard Time (Hedegaard Remix)" og "Twerk It Like Miley (Hedegaard Remix)". Originaludgaven af sidstnævnte sang, som også er produceret af Hedegaard, har streamet 56 millioner og er afspillet 158 millioner gange på YouTube. Den gik desuden nummer 1 i en række asiatiske lande.
I 2012 begyndte Hedegaard at udgive singler i eget navn, og han hittede i sommeren 2013 med "Kysset Med Medina", hvor rapperen Oliver Kesi medvirker. Sangen fik certificeret guld.
I 2014 blev singlen "Happy Home", hvor Lukas Graham Forchhammer medvirker, ugens uundgåelige på P3. Den kom desuden i A-rotation på flere danske radioer, her i blandt The Voice og Radio ANR. På salg og streaming lå den nummer 1 på både iTunes og Spotify i flere uger i Danmark  og har over 38 millioner streams på Spotify (juli 2017).
Lukas og Hedegaard optrådte til årets danske P3 Guld i DR's koncertsal med sangen . De tog også til Oslo og optrådte foran 100.000 mennesker live VG-lista den 20/06/2014.
Fredag den 5. september 2014 optrådte de med "Happy Home" i det norske talkshow "Senkveld med Thomas og Harald", hvilket medførte en #1 placering på den norske iTunes og 3x platin på streaming i Norge . Den er desuden gået platin i Sverige.
I 2017 udgav Hedegaard singlen "That's Me", som er streamet mere end 20 millioner gange på Spotify. Singlen følger op på de tidligere udgivelser "Keep Dreaming" med Stine Bramsen  og "Going Home" med Patrick Dorgan og Nabiha .
"That's Me" blev udgivet i samarbejde med australske sanger og sangskriver Hayley Warner . Efter udgivelsen mødtes de i LA i foråret og skrev singlen "Go Back", som blev udgivet i sommeren 2017 .

## Hedegaard Som Producer
Ved siden af sin egen DJ-karriere er Hedegaard aktiv som producer for andre artister. Han har blandt andet været med til at producere:
- Medina - Elsk Mig [16]
- Christopher - Free Fall [17]
- Jimilian - Giv Mig Noget [18]
- LIAMOO – Playing With Fire [19]
- Brandon Beal - Drop That Booty Down Low (feat. Christopher & Hedegaard) [20]
- Brandon Beal - Golden ft. Lukas Graham [21]
- Carpark North - This Is Goodbye [22]
- Brandon Beal - Side Bitch Issues [23]
- Brandon Beal - Twerk It Like Miley ft. Christopher [24]
- Nik & Jay - Stop! Dans! [25]
- Lukas Graham - Better Than Yourself [26]
- Benjamin Hav - Det er dejligt nu
- Benjamin Hav - Der var lys
- Benjamin Hav - Dit hjerte er rent
- Benjamin Hav - Fedterøv

## Holdet bag Hedegaard
Hedegaard har kontrakt med Copenhagen Records , som i 2015 indledte samarbejdet ved udgivelsen af "Happy Home".
Hedegaards management er TWTTW (Then We Take The World) bestående af Lasse Siegismund og Kasper Færk, der begge også agerer management for Brandon Beal, Patrick Dorgan, Hennedub og Lukas Graham .

## Diskografi

### Singler
| År                                                                | Titel                                                | Højeste placering | Højeste placering | Højeste placering | Certificering |
| År                                                                | Titel                                                | DAN               | SVE               | NO                | Certificering |
| ----------------------------------------------------------------- | ---------------------------------------------------- | ----------------- | ----------------- | ----------------- | --- |
| 2010                                                              | "Money" (feat. Brandon Beal)                         | —                 | —                 | —                 | |
| 2011                                                              | "Vi Ejer Natten" (feat. Clemens & Jon Nørgaard)      | 14                | —                 | —                 | |
| 2012                                                              | "Scary Christmas"                                    | —                 | —                 | —                 | |
| 2013                                                              | "Too Drunk"                                          | —                 | —                 | —                 | |
| 2013                                                              | "Busy"                                               | —                 | —                 | —                 | |
| 2013                                                              | "Kysset Med Medina" (feat. Oliver Kesi)              | 25                | —                 | —                 | - Guld (streaming) |
| 2013                                                              | "The Blow Anthem"                                    | —                 | —                 | —                 | |
| 2014                                                              | "Happy Home" (feat. Lukas Graham Forchhammer)        | 1                 | 40                | 4                 | - 3× Platin (streaming DK) - 3× Platin (streaming NO) - 1× Platin (streaming SE) - 3× Platin (streaming NZ) - Guld (download DK)                                           |
| 2014                                                              | "Twerk It Like Miley" (Brandon Beal ft Christopher)  | 1                 | —                 | —                 | - 3× Platin (streaming DK) - 1× Platin (streaming PH) - 1× Guld (streaming ID) - 1× Guld (streaming TW) - 1× Guld (streaming TH) - 1× Guld (streaming K) - Gold (download) |
| 2014                                                              | "Make You Proud"                                     | 21                | —                 | —                 | |
| 2015                                                              | "Smile & Wave" (feat. Brandon Beal)                  | 12                | —                 | —                 | - Platin - Guld |
| 2015                                                              | "Shake The Ground" (feat. Brandon Beal & Bekuh Boom) | —                 | —                 | —                 | |
| 2016                                                              | "Going Home" (feat. Patrick Dorgan & Nabiha)         | —                 | —                 | —                 | |
| 2016                                                              | "Keep Dreaming" (feat. Stine Bramsen)                | —                 | —                 | —                 | |
| 2017                                                              | "That's Me"                                          | 34                | —                 | —                 | |
| 2017                                                              | "Go Back" (feat. Hayley Warner)                      | —                 | —                 | —                 | |
| 2017                                                              | "Ready To Love You"                                  | —                 | —                 | —                 | |
| 2018                                                              | "Salvation" (feat. JRM & Katie Pearlman)             | —                 | —                 | —                 | |
| 2018                                                              | "Need You Right Now" (feat. Hayley Warner)           | —                 | —                 | —                 | |
| "—" markerer en udgivelse, der ikke opnåede en hitlisteplacering. |                                                      |                   |                   |                   | |

## Priser og nomineringer
Hedegaard vandt prisen som "Årets Danske Producer" for hittet "Happy Home" under Danish Music Awards 2014  Arkiveret 5. marts 2016 hos  Wayback Machine. Til Carl Prisen 2015 vandt sangen prisen for "Årets Mest Spillede Sang"  Arkiveret 29. september 2015 hos  Wayback Machine og "Twerk It Like Miley" hev hele 3 priser hjem til Danish DeeJay Awards 2015 .
I 2016 modtog Hedegaard prisen som årets producer til Club Awards , samt publikumsprisen ved Danish DeeJay Awards .
Han har senest vundet prisen for "Årets Danske Remix" ved Danish DeeJay Awards 2017 for remixet af "Slem Igen" .
| År   | Pris                 | Kategori                     | Nomineret                        | Resultat  |
| ---- | -------------------- | ---------------------------- | -------------------------------- | --------- |
| 2014 | Danish Music Awards  | Årets Danske Producer        | Hedegaard                        | Vundet    |
| 2014 | Danish Music Awards  | Årets Clubhit                | "Twerk It Like Miley"            | Vundet    |
| 2014 | Danish Music Awards  | Årets Danske Hit             | "Happy Home"                     | Nomineret |
| 2015 | Carl Prisen          | Årets Mest Spillede Sang     | "Happy Home"                     | Vundet    |
| 2015 | Danish DeeJay Awards | Årets Danske Urban-udgivelse | "Twerk It Like Miley"            | Vundet    |
| 2015 | Danish DeeJay Awards | Dancechart.dk-prisen         | "Twerk It Like Miley"            | Vundet    |
| 2015 | Danish DeeJay Awards | Årets Danske Remix           | "Frk. Escobar (Flamboyant Remix" | Vundet    |
| 2015 | Danish DeeJay Awards | Årets Danske Deejay-Favorit  | "Twerk It Like Miley"            | Vundet    |
| 2015 | Danish DeeJay Awards | Årets Danske Producer        | Hedegaard                        | Nomineret |
| 2015 | Zulu Awards          | Årets Danske Hit             |                                  | Nomineret |
| 2016 | Danish DeeJay Awards | Publikums-prisen             | Hedegaard                        | Vundet    |
| 2016 | Club Awards          | Årets Danske Producer        | Hedegaard                        | Vundet    |
| 2016 | Danish Music Awards  | Årets Danske Hit             | "Golden"                         | Nomineret |
| 2017 | Danish DeeJay Awards | Årets Danske Remix           | "Slem Igen (Hedegaard Remix)"    | Vundet    |